# Vilanòva d'Alèir
Vilanova d'Alier (Vilanòva d'Alèir en occità; Villeneuve-d'Allier en francès) és un municipi francès del departament de l'Alt Loira, a la regió d'Alvèrnia-Roine-Alps.